# Japan ist weit
«Japan ist weit», la versión alemana del éxito de Alphaville «Big in Japan», era el primer intento de la cantante alemana Sandra de seguir su carrera musical en solitario, después de la separación de Arabesque en 1984. Se publicó al margen de cualquier álbum en abril de ese mismo año. Fue todo un fracaso, ya que solo se vendieron ciento veinticinco copias del sencillo en el mercado alemán.
Con producción de Michael Cretu (futuro marido de Sandra), la música fue fiel a la original del grupo Alphaville, mientras que su letra la había adaptado el letrista Michael Kunze en idioma alemán.

## Sencillo
- Sencillo 7"

A: «Japan ist weit» - 3:44
B: «Sekunden» - 3:21